# Bennie Osler
Benjamin Louwrens Osler (Aliwal North, 23 de noviembre de 1901 — Bellville, 28 de abril de 1962) fue un abogado y jugador sudafricano de rugby que se desempeñó como apertura.

## Biografía
Se recibió de abogado en la Universidad de Ciudad del Cabo. Jugó toda su carrera en Western Province con quienes ganó cinco campeonatos nacionales y estableció un récord en 1927 por marcar 81 puntos en esa temporada.
Es considerado el primer gran pateador de los Springboks, su técnica en la que prefería patear a cargar o al cajón, contribuyó a formar el característico juego agresivo y físico de su seleccionado. Desde 2009 es miembro del World Rugby Salón de la Fama.

## Selección nacional
Fue convocado a los Springboks por primera vez en agosto de 1924 para enfrentar a los British and Irish Lions durante la gira de estos. En total jugó 17 partidos, todos los que disputaron los Springboks en 1924–1933 y marcó 46 puntos.
En 1928 enfrentó a los All Blacks en cuatro partidos, todos por la visita neozelandesa y Osler marcó 14 puntos en la aplastante victoria 17–0 (dos penales y dos drops). Sin embargo los de negro ganaron agónicamente el segundo test, perdieron el tercero 11–6 y triunfaron en el último, para conseguir un empate 2 a 2.
Capitaneó al seleccionado de la gira por el Reino Unido 1931–32, donde el equipo ganó todos los partidos y obtuvo su segundo Grand Slam de su historia, tras el obtenido en Europa 20 años antes.
En 1933 enfrentó a los Wallabies, en su última participación internacional y en la primera visita australiana. Osler marcó nueve puntos y el equipo ganó el desafío 3–2.

## Palmarés
- Campeón de la Currie Cup de 1920, 1925, 1927, 1929 y 1936.